# Kanton Moissac-2
Der Kanton Moissac-2 war von 1973 bis 2015 ein französischer Wahlkreis im Arrondissement Castelsarrasin, im Département Tarn-et-Garonne und in der Region Midi-Pyrénées. Der Hauptort war Moissac.

## Gemeinden
Der Kanton Moissac-2 bestand aus zwei Gemeinden sowie einem Teil der Stadt Moissac (angegeben ist hier die Gesamteinwohnerzahl; im Kanton lebten etwa 6.500 Einwohner):
| Gemeinde    | Einwohner Jahr | Fläche km² | Bevölkerungsdichte | Code INSEE | Postleitzahl |
| ----------- | -------------- | ---------- | ------------------ | ---------- | ------------ |
| Lizac       | 507 (2013)     | 9,42       | 54 Einw./km²       | 82099      | 82200        |
| Moissac     | 12.564 (2013)  | –          | – Einw./km²        | 82112      | 82200        |
| Montesquieu | 773 (2013)     | 28,65      | 27 Einw./km²       | 82127      | 82200        |